# Cill Chaluim-chille (Jura)

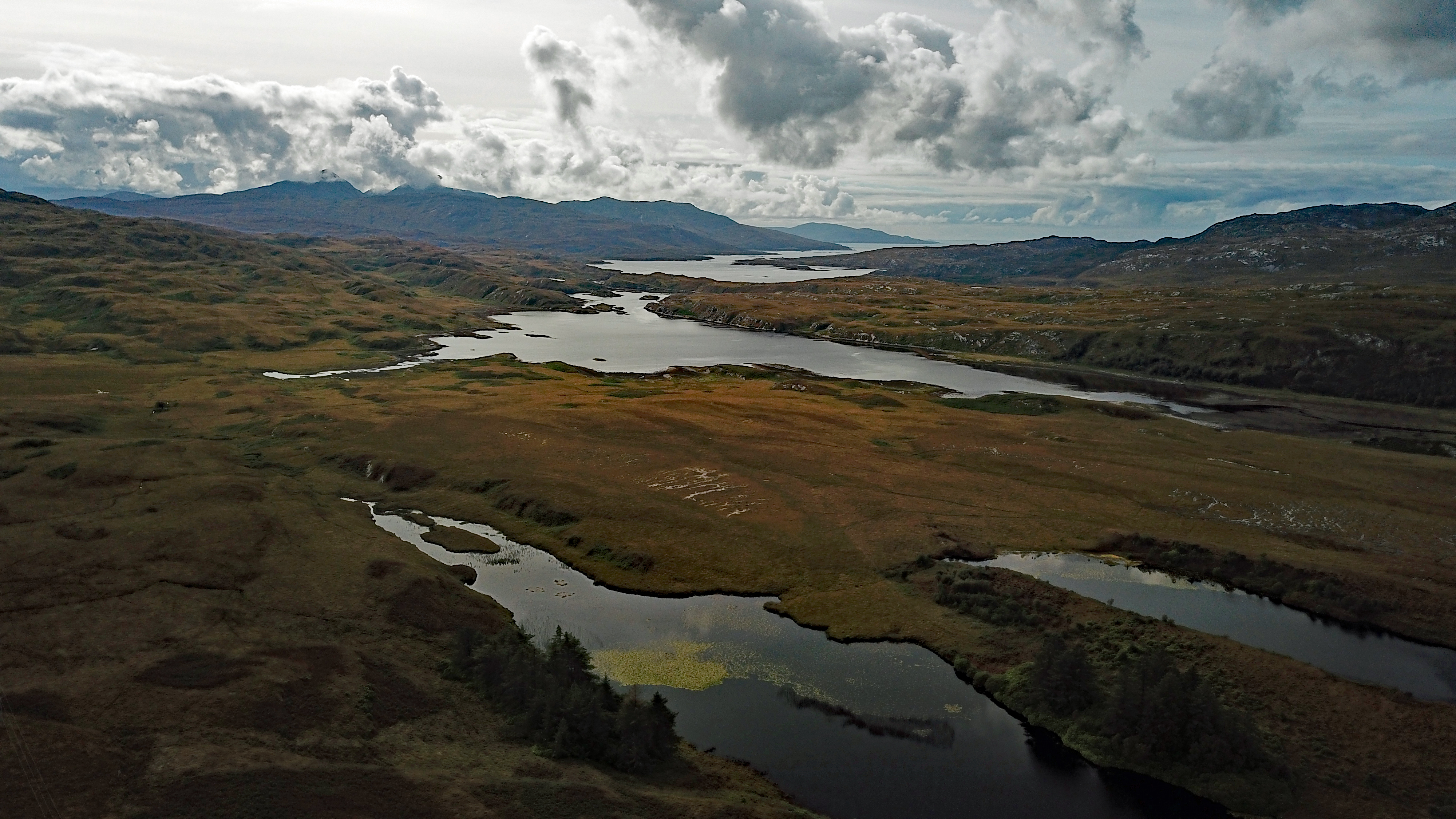
Loch Tarbert

Der Ort Chaluim-chille in Tarbert ist ein Fundplatz nahe dem Loch Tarbert auf der Insel Jura in Argyll and Bute in Schottland. Ein Menhir steht am Straßenrand, etwa 290 m nordwestlich der Kapelle Cill Chaluim Chille.

## Beschreibung

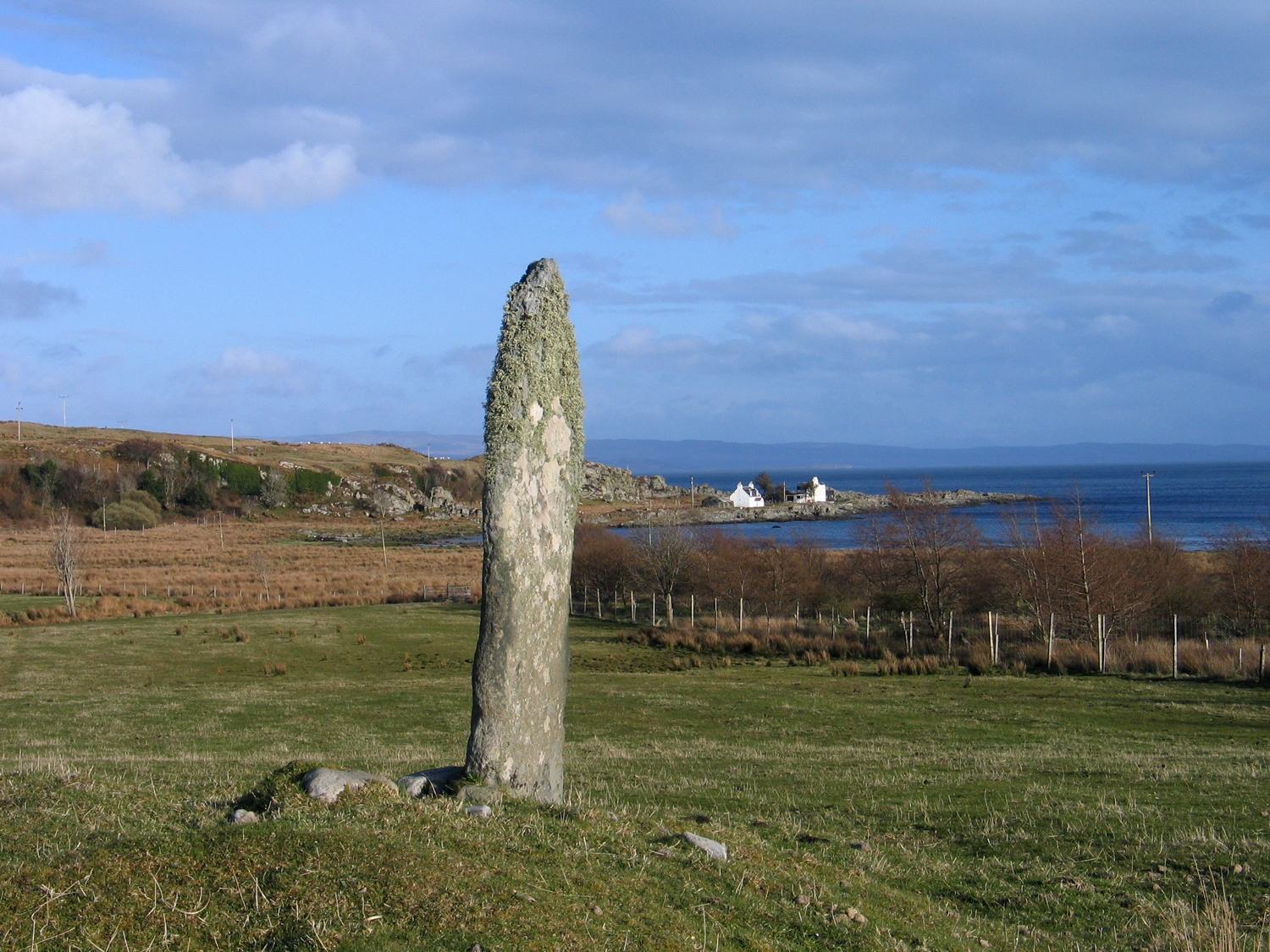
Menhir von Tarbert

Der Menhir (englisch Standing stone) ist etwa 2,4 m hoch, 22 cm dick und unten 0,6 m breit. (Lage) Der quaderartige Stein verjüngt sich oben und hat eine scharfe Spitze. Er steht, mit einer Gruppe kleinerer Steine um den Fuß, auf einer leichten Erhebung.
Die Reste einer St.-Columban-Kapelle liegen auf einer Ebene, etwa 130 m nördlich der Tarbert Bay. (Lage) Die Kapellenruine misst innen etwa 7,8 × 3,4 m. Die etwa 1,0 m dicken Mauern sind auf der Innenseite bis zu einer Höhe von 0,9 m erhalten. In der Südmauer befand sich eine 0,8 m breite Tür und Überreste einer Altaraufstellung an der Ostmauer.
Etwa acht Meter westlich der Ruine der Kapelle steht ein Kreuzstein aus lokalem grünen Schiefer. Er ist 1,9 m hoch und misst 0,43 × 0,13 m an der Basis. Beide Seiten tragen eingetiefte lateinische Kreuze, die etwa 1,0 m hoch sind und an der Kreuzung der Arme eine erhöhte Bosse aufweisen. Der gesamte Bereich wurde unter Schutz gestellt.
Gleichnamige Plätze mit Kapellenruinen liegen auf Islay und der unbewohnten Gezeiteninsel Eilean Chaluim Chille auf der Ostseite der Isle of Lewis.